# Rostysław Babijczuk
Rostysław Wołodymyrowycz Babijczuk (ukr. Ростислав Володимирович Бабійчук, ur. 1 lutego?/14 lutego 1911 w Kiszyniowie, zm. 11 stycznia 2013 w Kijowie) – ukraiński radziecki polityk, minister kultury Ukraińskiej SRR (1956–1971).
Od 1939 w WKP(b), szef wydziału propagandy i agitacji Oddziału Kolei Odeskiej, słuchacz Wyższej Szkoły Partyjnej przy KC KP(b)U, instruktor KC KP(b)U. Od 1945 I sekretarz rejonowego komitetu KP(b)U, w 1946 III sekretarz Komitetu Obwodowego KP(b)U w Kijowie, w 1951 I sekretarz Komitetu Obwodowego KP(b)U w Żytomierzu, później instruktor KC KP(b)U/KPU, od lutego 1954 do września 1955 II sekretarz Komitetu Obwodowego KPU we Lwowie. Od 26 marca 1954 do 10 lutego 1976 zastępca członka KC KPU, od 3 sierpnia 1955 I zastępca ministra, a od 10 lipca 1956 do 15 listopada 1971 minister kultury Ukraińskiej SRR, następnie na emeryturze.

## Odznaczenia
- Order Czerwonego Sztandaru Pracy (czterokrotnie)
- Order Księcia Jarosława Mądrego IV klasy (14 lutego 2011)
- Order Księcia Jarosława Mądrego V klasy (22 marca 2002)
- Order „Za zasługi” III klasy (13 lutego 2001)